# Ягер, Теодор Иоганн
Теодор Иоганн Ягер (нем. Theodor Johann Jaeger; 25 мая 1874, Шураны, Нове-Замки — 26 октября 1943, Вена) — австрийский архитектор и инженер-строитель.

## Биография
Теодор Ягер был сыном высокопоставленного государственного служащего из Майнца, который временно находился в Венгрии по делам. В раннем детстве семья переехала в Вену, где Йегер позже изучал гражданское строительство в Техническом университете и окончил его с отличием. Некоторое время работал ассистентом в университете (кафедра по строительству мостов), а затем в Рурской области в архитектурной мастерской Гуте Хоффнунг. Вернувшись в Вену, в 1900 году он устроился на работу в Венское городское строительное управление, где проработал более 30 лет. Сначала он занимался дорожным строительством, затем работал в управлении городского регулирования, где работал над новыми строительными нормами и отвечал за устройство парков и приусадебных участков. В последнее годы он занимал должность директора строительного отдела. Он вышел в отставку в 1933 году в качестве члена высшего сената. С 1940 г. до его смерти в 1943 г. его привлекали к работе из-за нехватки кадров, «поскольку действующий персонал был призван в Вермахт».
Ягер также был музыкально талантлив, иногда рисовал и писал стихи. Он был женат, его брак остался бездетным.

## Работа
Самым известным зданием Ягера является Штрудльхофские лестницы в Вене, открытое в 1910 году, которое было построено для преодоления разницы в уровнях между Waisenhausgasse (Boltzmanngasse с 1913 года) и Liechtensteinstrasse (или между верхней и нижней частями Strudlhofgasse).
Помимо этого здания, Ягер в основном проектировал промышленные постройки. Неосуществленный проект — это его план строительства Райхенберга.

## Публикации
- Теодор Ягер: Жилье на венской земле. В: Рудольф Тильманн (изд.): Festschrift, изданный по случаю столетия Венского городского строительного управления 12. Май 1935 года. Немецкое издательство для молодежи и народа, Вена, 1935 г., стр. 187—189.

## Использованная литература
- Теодор Гёке : От конкурсных эскизов до плана строительства Райхенберга в Богемии и его окрестностей. В: Урбанистика, 1913, Ч. 10, стр. 110.
- Гюнтер Мартин: С высоты набережной. Иоганн Теодор Ягер, забытый «Мастер лестниц». В: Камни говорят, 1977, ч. 54, с. 12 и далее
- Ханс Пеммер, Нинни Лакнер: Улица Верингера. Прогулка от Вотивной церкви до Народной оперы. 16 Специальная выставка краеведческого музея Альзергрунд с 19 до 23 мая июня 1968 и с 22 сентября по 22 Декабрь 1968 года. Вена 1968.
- Стефан Винтерштейн: обходной путь и обходной путь. История лестницы. В: Стефан Винтерштейн (изд.): Штрудльхофская лестница. Биография сцены (= труды Общества Хеймито фон Додерер . специальный том. 3). 1. версия. Frühwirth Bibliophile Edition, Вена, 2010 г., ISBN 978-3-9502052-9-9, стр. 13-35.